# Bellinzona
Bellinzona (/ ˌbɛlɪnˈzoʊnə / BEL-in-ZOH-nə, italijansko [bellinˈtsoːna], Ticinsko-lombardsko [belĩˈtsɔna], francosko Bellinzone [bɛlɛ̃zon], nemško Bellenz [ˈbɛlɛnts], retoromansko [Bˈlɛnts]; bliˈtsuːnə]) zgodovinsko švicarsko mesto, občina in okraj ter glavno mesto kantona Ticino v Švici. Z okoli 43.000 prebivalci (za Luganom) drugo največje mesto v tem kantonu. Mesto slovi po treh gradovih (Castelgrande, Montebello, Sasso Corbaro), ki so od leta 2000 na seznamu Unescove svetovne dediščine.
Mesto leži vzhodno od reke Ticino, ob vznožju Alp. Razteza se vzdolž rečne doline, na vzhodu in zahodu jo obkrožajo južni predeli Adulskih Alp in na jugu Luganske Predalpe.

## Ime in grb
Toponim je leta 590 v latinščini prvič potrdil kot Belitio ali Bilitio (v akuzativu Bilitionem), avtor Gregor iz Toursa. Ime je po poreklu lepontiska, morda iz belitio ('brin') ali belitione ('brinov grm').
V srednjeveškem obdobju je ime najdeno kot Berinzona (721, 762, 803, 1002), Birrinzona (1004), Birizona (1168), Beliciona (901, 977) in Belinzona (1055). Nemško ime mesta je Bellenz. Lokalna ljudska etimologija imena Bellinzona izhaja iz zona bellica, kar ga povezuje z italijanskimi vojnami.
Blazon občinskega grba je pokončna kača v srebrni barvi na rdečem polju. Čudovita žival se v italijanščini imenuje Biscione (belouška). Ta žival, ki jo najdemo tudi na znaku avtomobilske družbe Alfa Romeo, je povezana z družino Visconti, ki so bili fevdalni gospodarji Bellinzone v 14. in 15. stoletju.

## Zgodovina

### Predzgodovina in rimsko obdobje
Bellinzona je že od nekdaj zavzemala pomembno geografsko lokacijo v Alpah. Na jugu je Padska nižina dostopna po nižinski poti po dolini reke Ticino in ob jezeru Maggiore. Na severu dolina Ticina vodi do visokogorskih prelazov Nufenen, St. Gotthard, Lukmanier in San Bernardino. Čeprav se je prelaz San Jorio na vzhodu malo uporabljal, je bil tudi v preteklosti Bellinzone pomemben.
Medtem ko je bila regija naseljena že od zgodnje neolitske dobe , je bila šele konec 1. stoletja pred našim štetjem, v času vladavine rimskega cesarja Avgusta, na tem območju zgrajena utrdba. Medtem ko je trdnjava v naslednjih stoletjih propadala, je bila obnovljena in močno razširjena v 4. stoletju našega štetja. V času vladavine Dioklecijana in Konstantina so zgradili verigo gradov in stražarskih stolpov, ki so severno Italijo zaščitili pred invazijo. Lokacija Bellinzone je bila prepoznana kot ključna točka v obrambi, za zaščito obzidja pa je bil zgrajen velik grad. Mesto, ki je zraslo okoli utrdb, je bilo znano kot Bilitio.
Po razpadu Zahodnega rimskega cesarstva so države naslednice, ki so vključevale Ostrogote okoli leta 500 našega štetja, vzhodno Bizantinsko cesarstvo proti sredini 6. stoletja in Longobarde iz leta 568/70, vse prevzele nadzor nad Bellinzono in grad uporabile za uveljavitev nadzora okoliških prelazov. Pod Longobardi je Bellinzona postala kraj stalne posadke za zaščito regije pred napadi sosednjih frankovskih in alemanskih plemen. Iz Bellinzone so Longobardi nadzorovali promet na pomembni trgovski poti od Vareseja čez Ponte Tresa, prelaz Monte Ceneri, Biasca in na koncu čez prelaz Lukmanier v Chur. Nekateri raziskovalci menijo, da je bila Bellinzona morda glavno mesto okrožja, ki je vključevalo večino dolin v Ticinu.

### Zgodnji srednji vek
Okoli leta 774 je Frankovsko cesarstvo (ki bo postalo Karolinško cesarstvo) dobilo nadzor nad dolino Ticino, vključno z Bellinzono.
Približno dve stoletji pozneje je sveti rimski cesar Oton III., da bi obnovil moč slave starega Rima in se razširil v Italijo, odprl prelaza Lukmanier in St. Bernard. Nadzor nad Bellinzono je bil ključni del te širitve. Mesto je bilo odvzeto Milanu in podarjeno škofu Coma, ki je podpiral Otonsko rodbino. Leta 1002 se je po smrti Otona III. markiz Arduino iz Ivreje razglasil za italijanskega kralja in ratificiral škofovo lastništvo Castelgrande in mesta. Dve leti kasneje, potem ko je Arduina premagal nemški kralj Henrik II., je Enrico II. reratificiral darilo Castlegrande na škofa v Comu. Mesto se v srednjeveških virih omenja leta 1218 kot Bilizione.

### Konflikt med papežem in cesarjem
Med investiturnim bojem konec 11. stoletja je mesto Bellinzona z gradom prešlo pod nadzor švapskih Hohenstaufencev. Vendar je leta 1180 Friderik I. Barbarossa mesto postavil pod jurisdikcijo mesta Como. V naslednjih letih je Como navadno podpiral papeža v njegovih spopadih s svrtim rimskim cesarjem. Vendar se je leta 1239 Como postavil na stran cesarja Friderika II., ki je hitro preselil sile v Bellinzono in okrepil Castelgrande. Leta 1242 je Milano poslal sile gvelfov (ali pro-papeške) pod poveljstvom Simone di Orella, da prevzamejo Bellinzono. Mesto in grad sta bila zavzeta, kar je oslabilo cesarja južno od Alp. Vendar je bilo mesto leta 1249 spet pod jurisdikcijo Coma. Konflikti v severni Italiji so se nadaljevali, Castelgrande je bil večkrat oblegan v letih 1284, 1292 in 1303. V tem času se je družina Rusca v Comu, gibelinska ali proimperialna družina, z omejenim uspehom borila proti naraščajoči moči Milana pod propapeško hišo Visconti. Okrog konca 13. stoletja je družina Rusca v Bellinzoni zgradila še en grad, Montebello, ki ga je nadzorovala. To je bila sreča, ker so družino Rusca do leta 1335 pregnali iz Coma in so se morali umakniti v Bellinzono. Pet let kasneje, leta 1340, je Milano oblegal Bellinzono. Po daljšem obleganju so naslednje stoletje in pol obvladovali Bellinzono, čeprav bi del mesta zasedli tudi proimperialni Rusci.

### Razvoj Bellinzone pod Milanom
Pod nadzorom Viscontijev je cvetela trgovina in Bellinzona je rasla. Ko se je odprla nadomestna pot čez Alpe, most Schöllenen, se je promet preko St. Gottharda povečal na najvišjo raven doslej. V drugi polovici 14. stoletja je bil čez dolino Tessin zgrajen dolg zid Murata, ki je Milanu omogočil zaščito in obdavčitev trgovske poti čez prelaz St. Gotthard. Medtem ko je mesto po letu 1340 pod Viscontiji nadzoroval Milano, Visconti niso imeli formalnega naslova in fevdalnih pravic do leta 1396, ko jih je podelil kralj Vaclav IV. Češki. Vendar je bila urejena rast Bellinzone ogrožena leta 1402, ko je vojvoda Gian Galeazzo Visconti umrl. Leta 1403 je Bellinzona pod nadzorom Alberta di Sacca iz Val Mesolcine, ki jo je imel do leta 1419, preden sta jo prevzela kanton Uri in kanton Obwalden, ki sta se razširila v dolino Leventina. Milano je mesto tri leta kasneje leta 1422 napadel, potem ko je Švicarska konfederacija zavrnila ponudbo za nakup mesta. Vojaki iz Urija in Obwaldna so bili hitro pregnani iz mesta in kasneje 30. junija 1422 poraženi v bitki pri Arbedu. Ta poraz je za nekaj časa odvrnil ekspanzionistične namene Urija in njegovih zaveznikov do jezera Maggiore.
V času nemirov po smrti Giana Galeazza Viscontija je bil zunaj mesta zgrajen stolp, ki je postal jedro tretjega gradu, Sasso Corbaro.
Medtem ko je bila meja med Urijem in Milanom določena v mirovni pogodbi iz leta 1426, je leta 1439 Uri znova napadel. Medtem ko niso mogli zavzeti Bellinzone, so zmage švicarskih vojakov privedle do tega, da je Milano leta 1441 podelil vso dolino Leventine s Pollegiom Uriju. Po smrti vojvode Filippa Maria Viscontija leta 1447 je bila Bellinzona sredi nasledstvene krize med Franchinom Rusco iz Locarna in Heinrichom iz Val Mesolcine, ki sta bila v zavezništvu z Urijem in Ambroziansko republiko v Milanu. Vojna po nasledstveni krizi je trajala skoraj tri leta, dokler Francesco I. Sforza ni prevzel oblasti v Milanu. Bellinzona je hitro sprejela novo rodbino Sforza in mir in stabilnost, ki je sledil.
Mir je bil ponovno prekinjen leta 1478, ko so Švicarji spet neuspešno napadli Bellinzono. Vendar je švicarski ponos obnovila bitka pri Giornico, ki je sledila, ko je sila 600 švicarskih vojakov premagala 10.000 milanskih vojakov. Po napadu je Milano zgradil Sasso Corbaro na mestu stolpa, ki je bil zgrajen skoraj stoletje prej. Ostala dva gradova sta bila okrepljena in obzidje Murata čez dolino obnovljeno. Veliko sodobnih gradov in utrdb je iz tega obdobja gradnje v poznem 15. stoletju.

### Povezava s Švicarsko konfederacijo
Leta 1499 se je skoraj eno stoletje in pol milanske vladavine končalo z invazijo Ludvika XII. na Milano. Zajel je Bellinzono in se v strahu pred napadom Švicarjev utrdil v Castelgrande s 1000 vojaki. [15] Skozi zimo leta 1499/1500 so v Bellinzoni naraščali nemiri, vse do januarja, ko je oboroženi upor državljanov Bellinzone pregnal francoske čete iz mesta. Po zajetju in usmrtitvi Ludovica Sforze aprila 1500 in iskanju zaščite pri Francozih, se je Bellinzona 14. aprila 1500 pridružila Švicarski konfederaciji kot kondominij pod skupno upravo Urija, Schwyza in Nidwaldna. Po Napoleonovi invaziji na Švico leta 1798 je bila Bellinzona glavno mesto kantona Bellinzona znotraj Helvetske republike (1798–1803).

### Bellinzona od 1803
Po zakonu o mediaciji leta 1803 je Bellinzona postala del neodvisnega kantona Ticino in glavno mesto novega kantona od leta 1803 do 1814. Od tega datuma do leta 1878 so se Bellinzona, Lugano in Locarno vsakih šest let menjavali kot prestolnice. Leta 1878 je Bellinzona postala glavno mesto kantona.
Mesto vključuje vas Artore in od ustanovitve leta 1907, nekdanje občine Carasso, Daro in Ravecchia.
Leta 1874 so se odprli prvi odseki Gotthardske železnice, ki je Bellinzono povezala z Biasco in Locarnom. Do leta 1882 je bila odprta celotna proga, ki je skozi Predor Gotthard segala proti severu do severne Švice, proti prelazu Monte Ceneri proti jugu do Lugana in Milana ter do Luina po vzhodni obali jezera Maggiore. Med letoma 1907 in 1972 je bila Bellinzona z železnico Bellinzona – Mesocco povezana tudi z Mesocco in drugimi skupnostmi Val Mesolcina.

## Geografija
2. aprila 2017 so se nekdanje sosednje občine Camorino, Claro, Giubiasco, Gnosca, Gorduno, Gudo, Moleno, Monte Carasso, Pianezzo, Preonzo, Sant'Antonio in Sementina združile v Bellinzono.
Bellinzona se nahaja v dolini reke Ticino, na nadmorski višini 240 metrov. Središče mesta leži približno 1 kilometer vzhodno od reke, urbano območje pa je omejeno na dno in spodnja pobočja doline. Meje občine pa segajo na obe strani doline, do nadmorske višine 2240 metrov na zahodu in 2195 metrov na vzhodu.
Mesto se nahaja na točki, na kateri reka Ticino, ki je tekla v splošno južni smeri, zavije proti zahodu, in steče skozi široko Pionoo di Magadino, preden vstopi v jezero Maggiore in potem ko končno seže do italijanske Padske nižine in Lombardiji.
Navzgor po dolini sega več dolin v visoke Alpe, ki imajo dostop do severne Švice čez ali skozi prelaz St. Gotthard preko okrožja Leventina, zgornje doline Ticina in naprej proti zahodu z dostopom do Valaisa čez prelaz Nufenen preko Val Bedretto in dostop do Graubündna ob reki Vorderrhein preko doline Valle di Blenio čez prelaz Lukmanier. Reka Moesa, ki teče po dolini Valle Mesolcina od prelaza San Bernardino z dostopom do Gresionske doline Rheinwald reke Hinterrhein, se pridruži Ticinu na severni meji mesta.
Na jugu prelaz Monte Ceneri prečka Luganske Predalpe, da omogoči dostop do Luganskega jezera in nadomestno pot do Lombardije, medtem ko prelaz San Jorio omogoča možno pot proti vzhodu do zgornjega Komskega jezera.
Mesto Bellinzona ima od leta 1997 19,15 kvadratnih kilometrov površine. Od tega se 4,21 km2  ali 22,0 % porabi za kmetijske namene, medtem ko je gozdnih 11,96 km2 ali 62,5 %. Od ostalega zemljišča je pozidanih 4,55 km2 ali 23,8 % (stavbe ali ceste), 0,47 km2 ali 2,5 % rek ali jezer in 0,09 km2 ali 0,5 % je neproduktivna zemlja. Od pozidanih površin so industrijske stavbe predstavljale 1,6 % celotne površine, stanovanja in zgradbe pa 13,0 %. Prometna infrastruktura je znašala 5,8 %, parki, zeleni pasovi in športna igrišča pa 2,7 %. Od gozdnatih površin je 60,1 % celotne površine močno gozdnato, 1,9 % pa je pokritih z sadovnjaki ali majhnimi grozdi dreves. Od kmetijskih zemljišč se za gojenje poljščin porabi 6,6 %, za sadovnjake ali trte 2,5 %, za alpske pašnike pa 13,0 %. Vsa voda v občini je tekoča.

## Demografija
Bellinzona ima stalnih prebivalcev (od decembra 2019) 43.279 . Leta 2008 je bilo 29,4 % prebivalstva tujih državljanov. Med letoma 1997 in 2007 se je število prebivalstva spremenilo za 0,7 %.
Večina prebivalstva (od leta 2000) govori italijansko (87,4 %), nemščina je druga najpogostejša (3,6 %), srbohrvaška pa tretja (2,5 %). Od švicarskih nacionalnih jezikov (od leta 2000) 14.392 ljudi govori italijansko, 590 govori nemško, 189 ljudi govori francosko in 13 ljudi govori retoromanščino. Preostali (1.279 ljudi) govorijo drug jezik. V metropolitanskem območju Bellinzona je živelo 47.128 prebivalcev, razdeljenih na 16 občin.

## Gospodarstvo
Lokalna industrija temelji predvsem na strojništvu. Società Bancaria Ticinese ima sedež v Bellinzoni. Najpomembnejši delodajalec so Švicarske zvezne železnice.
Od leta 2007 je imela Bellinzona stopnjo brezposelnosti 5,16 %. Od leta 2005 je bilo v primarnem gospodarskem sektorju zaposlenih 33 ljudi in približno 10 podjetij, ki sodelujejo v tem sektorju. V sekundarnem sektorju je zaposlenih 1691 ljudi, v tem sektorju pa je 149 podjetij. V terciarnem sektorju je zaposlenih 11647 ljudi, v tem sektorju pa 1093 podjetij.
Približno 45,3 % delovne sile, ki prihaja v Bellinzono, prihaja izven Švice, 0,1 % domačinov pa se iz Švice vozi na delo.

## Promet
Železniška postaja Bellinzona je glavno vmesno postajališče na Gotthardski železniški pprogi. To je postajališče glavnih vlakov, ki vozijo proti severu proti Arth-Goldau in Zürichu, južno proti Luganu, Chiassu in Italiji ali jugozahodno do Locarna. Na postajo vozijo tudi regionalni vlaki do Biasce, Chiassa, Locarna, Lugana in letališča Malpensa.
PostBus Švica, lokalno znan kot AutoPostale, upravlja majhno mrežo mestnih avtobusnih linij znotraj Lugana, pa tudi daljše poti do drugih mest. Vse poti služijo železniški postaji.
Tu se povezujeta avtocesti A2 in A13 ter nekatere glavne ceste, zaradi česar je pomembno prometno vozlišče. A2 vodi skozi severni prelaz Gotthard do Luzerna, Basla in Nemčije ter južno do Lugana in Italije. A13 poteka proti severovzhodu preko prelaza San Bernardino do mesta Chur in Avstrije.

## Kultura
Mesto je znano po karnevalu Rabadan, ki poteka že več kot 150 let. Je zelo živahen festival, še posebej privlačen po svojem spontanem priljubljenem značaju. Privablja ljudi iz preostale Švice in sosednje Italije, v svojih največjih večerih pa na ulice odide več deset tisoč ljudi, oblečenih v pisane pustne kostume.
Rabadan je največji pustni dogodek v Ticinu in eden največjih v Švici. Številne znamenitosti vsako leto privabijo do 150.000 obiskovalcev. Neumni vrvež se uradno začne v četrtek zvečer, ko župan preda ključe mesta njegovemu veličanstvu kralju Rabadanu. Festival se razteza med debelim četrtkom do torka, dan pred pepelnično sredo. Dogodek se nadaljuje v soboto zvečer z glasbenim koncertom Guggen. Nato v nedeljo popoldan sledi velika pustna parada, ki v glavno mesto kantona privabi 20.000 do 30.000 gledalcev.

## Dedišča državnega pomena
V Bellinzoni je dvanajst stavb ali območij, ki so uvrščena na seznam Švicarske dediščine državnega pomena. Poleg tega je sedež Unescove svetovne dediščine treh gradov Bellinzone. Združitev 2. aprila 2017 je dodala sedem dodatnih stavb ali lokacij. Celotno staro mestno jedro Bellinzona, skupaj z vasema Moleno in Preonzo, je uvrščeno na seznam švicarskih spomenikov.
Na seznam je poleg Treh gradov in obzidja je vključeno tudi srednjeveško in zgodnje moderno mesto. Tri verske zgradbe, cerkev S. Maria delle Grazie, Collegiata dei Ss. Na seznamu sta Pietro e Stefano in cerkev S. Biagio a Ravecchiai. Kantonalni arhiv, Bagno Pubblico, srednja šola (italijansko: Scuola media) prek ulice Lavizzari 28 in Teatro sociale so ostale stavbe na seznamu.
- Castelgrande
- Montebello
- Castello di Sasso Corbaro
- Mestno obzidje
- Cerkev S. Maria delle Grazie
- Collegiata dei Ss. Pietro e Stefano
- Cerkev S. Biagio a Ravecchia
- Staro mesto Bellinzona
- Bellinzona, slika J. M. W. Turner, 1841.
- Fortini Della Fame v Camorinu
- Cerkev S. Bernardo
- Fortini Della Fame v Monte Carasso
- Avguštinski samostan Monte Carasso

## Trije gradovi
Trije gradovi, uradno navedeni kot  Three Castles, Defensive Wall and Ramparts of the Market-Town of Bellinzone  (Trije gradovi, obrambni zid in obzidje tržnega mesta Bellinzone), so od leta 2000 na seznamu Unescove svetovne dediščine. Skupino sestavljajo Castelgrande, grad Montebello, grad Sasso Corbaro in utrjeno obzidje. Castelgrande se nahaja na skalnatem vrhu s pogledom na dolino, z vrsto utrjenih zidov, ki ščitijo staro mestno jedro in se povezujejo z Montebellom. Tretji grad (Sasso Corbaro) se nahaja na osamljenem skalnatem rtu jugovzhodno od ostalih dveh.

### Castelgrande
Castelgrande je bil utrjen vsaj od konca 1. stoletja pred našim štetjem. Do 13. stoletja je bil edino gradišče v Bellinzoni. V svoji zgodovini je bil grad znan kot utrdba (pred 13. stoletjem), Stari grad v 14. in 15. stoletju, grad Uri po letu 1506 in grad sv. Mihaela iz leta 1818.
Hrib Castelgrande vključuje skoraj navpično stran na severu in strmo južno stran, na vrhu je skoraj raven in v premeru od 150 do 200 metrov. Naravna oblika hriba je spodbudila tako umetno utrdbo, da sledi konturam. Medtem ko rimske utrdbe ni mogoče videti, je rimske temelje uporabljal grad visokega srednjega veka, ki je sledil. Od gradu srednjega veka so vidni le deli stene, ki še stojijo. Velik del vidnega gradu je nastal med letoma 1250 in 1500 z obsežnimi prenovami in razširitvijo v zadnjih dveh stoletjih. Večina območja znotraj grajskega obzidja je zdaj ravna in odprta.
Zapisi iz 11. do 15. stoletja in arheološki dokazi kažejo, da so bile grajske površine nekoč polne stavb. Vendar so večino teh milanski vojvode porušili, da bi sprostili notranji prostor. Odprti prostor je bil razdeljen na tri velika podgradja, ki so služila za začasno bivanje vojakov, ki so lahko bili nameščeni v Bellinzoni. Pod milanskimi vojvodami so se zunanje utrdbe razširile in okrepile. Obzidje so dvignili, podaljšali in dozidali stolpe. Zahodno obzidje je bilo v celoti obnovljeno in povezano z obzidjem.
Do gradu se pride z dvigalom od vznožja skale do grajskega igrišča ali po strmih, ozkih ulicah od mestnega jedra skozi mestno obzidje na grajsko zemljišče.

### Montebello
Grad Montebello (v 15. stoletju znan kot Mali, Novi ali Srednji grad, kot grad Schwyz iz leta 1506 in grad sv. Martina po letu 1818) se nahaja vzhodno od središča mesta. Zgrajen je bil pred letom 1313 za proimperialno družino Rusca, ki je grad zasedla po zmagi Viscontijev in okupaciji Castelgrande. Do konca 14. stoletja je bila v rokah Viscontijev. Grad je bil med letoma 1462 in 1490 prenovljen in razširjen v sedanje stanje. V 19. stoletju je grad propadel in je bil leta 1903 obnovljen.
Majhna kapelica, posvečena svetemu Mihaelu, se naslanja na steno novejšega južno usmerjenega odseka; zgrajena okoli leta 1600, je ena redkih stavb, postavljenih na gradovih Bellinzona pod vladavino treh švicarskih kantonov.
V gradu Montebello je Arheološki in mestni muzej. Muzej je bil odprt leta 1974 in se nahaja v stolpu in nekdanji stanovanjski četrti gradu Montebello. Razdeljen je na dva oddelka - zgodovino in arheologijo. V oddelku za zgodovino je več kapitelov iz 15. stoletja in redek krstilnik iz 13. stoletja ter risbe in skice več umetnikov. V tem delu je tudi zbirka svečanega in vojaškega orožja. Oddelek za arheologijo vključuje številne predmete od 1400 do 1500 pred našim štetjem, pa tudi keramiko, steklovino, pogrebne žare, okrasne predmete in nakit iz železa in brona iz okolice kantona. Muzej je odprt od marca do novembra.

### Sasso Corbaro
Sasso Corbaro, ki je bil po letu 1506 znan kot grad Unterwalden, po 1818 pa grad svete Barbare, je približno 600 metrov jugozahodno od mesta na skalnatem griču. Za razliko od drugih dveh gradov  Sasso Corbaro ni integriran v mestno obzidje. Prvi del gradu je bil severovzhodni stolp, ki je bil zgrajen leta 1478, da bi zapolnil vrzel v obrambi mesta. Obzidje in jugozahodni stolp so pozneje dodali. V grad je v 16. in 17. stoletju večkrat udarila strela, do leta 1900 pa je propadel.
Danes je v gradu Sasso Corbaro Sala Emma Poglia, ki je 'lesena soba', zgrajena za družino Emma v 17. stoletju. Prvotno je bila v predprostoru njihovega doma v Olivoneju v dolini Blenio. Kanton Ticino je leta 1944 kupil sobo in jo najprej naselil v Castelgrandu, preden so jo leta 1989 preselili v Sasso Corbaro. Prostor je v celoti opažen z orehom vključuje tudi stüva, peč ki je zagotavljala ogrevanje. Peč nosi grb družine Emma (orel in lev). V muzeju so tudi začasni eksponati. Odprta je od marca do novembra.

## Šport
- AC Bellinzona, nogometni klub http://www.acbellinzona.ch/